# Анхольт, Саймон
Саймон Анхольт (англ. Simon Anholt) — независимый политический советник по вопросам построения национального бренд-имиджа государства, национальной идентичности и репутации, признан ведущим мировым специалистом в этой области. Первый исследователь национального брендинга, главный редактор единственного профессионального журнала в области национального брендинга («Брендинг мест и публичная дипломатия»), создатель концепции национального бренда и разработчик рейтинга стран на основе его собственных исследований Anholt-GfK Roper Nation Brands Index («Индекс национальных брендов»), Anholt-GfK Roper City Brands Index («Индекс брендов городов») и Anholt State Brands Index («Индекс государственных брендов»).
Некоторое время Саймон Анхольт был заместителем председателя Совета общественной дипломатии в правительстве Великобритании. Сейчас он является депутатом в Европейском культурном парламенте, помимо этого, Саймон Анхольт — постоянный член оргкомитета англо-голландской конференции в Апелдорне.

## Теории и исследования

### Маркетинг мест
Саймон Анхольт в 2002 году впервые употребил словосочетание брендинг мест как термин. Примерно в это же время в английском журнале «Управление брендом» он впервые использовал фразу «национальный брендинг», что стало вехой для специалистов в области бренд-маркетинга. Примерно через 10 лет, когда Анхольт уже разработал систему оценки результатов национального брендинга, он понял, что за несколько лет существования Anholt-GfK Roper Nation Brands Index не прослеживается явных связей между динамикой стоимости национальных брендов и расходов на так называемые кампании по национальному брендингу (были случаи, когда страны совсем не занимались национальным брендингом, но при этом их государственный имидж улучшался, тогда как другие тратили большие деньги на брендинг страны, который порой шёл даже в ущерб их имиджу). Ситуация объяснялась отсутствием общего понимания сути явления «территориального брендинга». Универсальные кампании по продвижению территории не могли всегда давать ожидаемые заказчиком результаты, поскольку необходимо было отслеживать привлечение экспертов из тех или иных областей, чтобы уравновешивать диапазон маркетинга территории.

### Конкурентная идентичность
В связи со сложной ситуацией при применении территориального брендинга в 2007 году Саймон Анхольт стал использовать новое понятие — конкурентная идентичность (competitive identity) — в своей теории, которое отчасти могло бы объяснить и расширить более узкое понятие национального брендинга. Суть этого уточнения в том, что территориальный имидж не может быть построен из ничего, для достижения эффекта необходим «синтез бренд-менеджмента с публичной дипломатией, сопровождаемой активным развитием торговли, инвестиций, туризма и экспорта». Цель конкурентной идентичности состоит в стимуляции инноваций, а уже имеющиеся нововведения должны рассматриваться как основная часть стратегии по улучшения имиджа территории на международной арене. Когда подобные инновации существуют, это доказывает конкурентоспособность того или иного места.
С. Анхольт также рассматривает понятие «цикл конкурентной идентичности», который показывает процесс становления конкурентоспособности идентичности государства как бренда. Этот процесс зависит от правильно выверенной стратегии государства, а также от введения инноваций во все сферы жизни (в культуре, туризме, образовании, промышленности, правительственной политики), что приводит к постоянному обмену новыми идеями в государстве. Чтобы стимулировать приток дальнейших инвестиций, усилить международное влияние и развивать далее сферы, использующие инновационные методы, государство должно вовремя и эффективно прибегать к каналам коммуникации, чтобы на достойном уровне представлять свои нововведения иностранным и сторонним аудиториям (в противном случае может возникнуть ситуация несоответствия между уже сформировавшимся обликом или бренд-имиджем государства и реальностью, что может стать препятствием на пути успешного становления бренда страны или региона). Если успехи и уместные инновации распространяются повсеместно и вовремя, то медиа привыкают к положительной атмосфере и историям, исходящих от конкретной страны, что усиливает репутацию, которая вдохновляет государство на новые инновации. Подобный круговорот бренд-имиджа положительно влияет и на бизнес-структуры, и на правительство.

### Good Country Index
Понятие и сам индекс «хороших стран» был разработан Саймоном Анхольтом. Данный индекс нацелен на измерение того уровня, насколько каждая из 125 стран из списка содействуют развитию планеты и всего человечества. При оценке стран учитываются такие показатели, как наука и технологии, культура, международный мир и безопасность, мировой порядок, процветание и равенство, здравоохранение и благополучие. 

Сегодня, как никогда, мы сильно нуждаемся в мире, сделанном из хороших стран. Мы получим такие страны, только требуя этого от наших лидеров, компаний, обществ, и, конечно, от самих себя.— Саймон Анхольт, Good Country Index.
По исследованию 2014 года первые три места разделили между собой Ирландия, Финляндия и Швейцария соответственно, тогда как Россия оказалась на 95 месте.

### Практика
Саймон Анхольт имеет опыт работы с более чем 50 главами государств, правительствами и администрациями стран, городов и регионов по всему миру в целях разработки и реализации стратегий по расширению экономического, политического и культурного взаимодействия с другими странами. Эти стратегии, как правило, разрабатываются, опираясь на такие области, как конкурентоспособность экономики, общественная дипломатия, культурная политика и культурные связи, национальная идентичность и репутация, образовательная политика, региональная интеграция, продвижение экспорта, туризм, прямые иностранные инвестиции, безопасность и оборона, иммиграция и смежные с ней области социальной политики, языковая политика, устойчивое развитие, привлечение талантов и крупные международные события. Анхольт разработал особый комплексный подход к брендингу территорий, противоположный специализированному и сконцентрированному на каком-то одном отдельном аспекте (например, туризме). Этот подход основывается на концепции конкурентной идентичности Анхольта, которая может быть представлена в виде шестиугольника (6 элементов современного бренда территории: туризм, экспортные бренды, политика, бизнес и инвестиции, культура, люди). Исследования Anholt-GfK Nation Brands Index («Индекс национальных брендов») проводятся ежегодно и отслеживают глобальную репутацию в 50 странах, основываясь на восприятии государств и народов в шести сферах: в экспорте, управлении, культуре, людях, туризме и иммиграции/инвестициях. Исследование выделяется своей глубиной, которая закладывает основу будущего рейтинга. Например, индекс иммиграции/инвестиций, который измеряет привлекательность страны для привлечения умов и капиталов, базируется на анализе глобальной репутации страны в области образования, равных возможностей, уровня жизни, инвестиционной среды, а также на выявлении желаний людей жить и работать в этой стране. Для исследования 2013 года в общей сложности было проведено 20,455 онлайн интервью в 20 развитых и развивающихся странах среди совершеннолетней аудитории старше 18 лет. Опрос проводился с 25 июля по 15 августа 2013 года.
Саймон Анхольт комментирует нынешнюю ситуацию на инвестиционном рынке следующим образом:

«Обращаясь к показателям инвестиционного потенциала, инвестиционная привлекательность за последние 12 месяцев по всему миру повсеместно понизилась. Данное снижение произошло практически во всех 10 странах с передовой экономикой в той или иной степени, в частности США, Канада и Япония, являясь сильными игроками, тем не менее, возглавили этот нисходящий тренд. Из стран БРИКС, Бразилия, Индия и Китай также находятся в условиях заметных потерь инвестиционной привлекательности, тогда как Россия, чьи экономические показатели во многом зависят от её природных ресурсов, остается единственной страной из блока БРИКС, которая демонстрирует улучшение по этому показателю».

Саймон Анхольт был одним из ключевых спикеров на Московском урбанистическом форуме в 2012 году.

## Академическая деятельность
Саймон Анхольт имеет степень магистра гуманитарных наук в Оксфордском университете, является почетным профессором политических наук в Университете Ист-Англии. Приглашенный лектор Варшавской школы экономики, Стокгольмской школы экономики, Люблянского университета, Копенгагенской школы бизнеса, Школы менеджмента университета Крэнфилда, Лондонской школы бизнеса, Лондонского университета, Роттердамского университета Эразма, а также многих других университетов и прочих высших учебных заведений по всему миру. Учредитель некоторых курсов в Университете Эстасио де Са в Рио-де-Жанейро. Ведет расширенный курс по международным отношениям и исследованиям безопасности в Королевском колледже оборонных исследований в Лондоне.

## Публикации и журналистская деятельность
Анхольт является автором бестселлера «Another One Bites The Grass», а также редактором и основателем профессионального журнала в области национального брендинга с ежеквартальным интервалом «Place Branding and Public Diplomacy» («Брендинг мест и публичная дипломатия»). Его книга «Brand New Justice» («Новая справедливость») о роли брендов в экономическом развитии была впервые опубликована в 2003 году. 
Также он является соавтором книг «Beyond Branding» («Вне брендинга», издательство Kogan Page, 2003), «Brands and Branding» («Бренды и брендинг», The Economist, 2003), «Heritage and Identity — Shaping the Nations of the North» («Наследие и идентичность — формирование северных наций», Donhead, 2002) и «Destination Marketing» («Целевой маркетинг», Butterworth-Heinemann, 2001/2003/2009). 
Последние книги Саймона Анхольта: «Brand America», (Cyan Books 2004, 2009; «Бренд Америка», изд. Добрая книга, 2010), «Competitive Identity: the New Brand Management for Nations» («Конкурентная идентичность: новый национальный бренд-менеджмент»), «Cities and Regions» («Города и регионы», Palgrave Macmillan, 2007), а также «Places: Image, Identity and Reputation» («Места: имидж, идентичность и репутация», Palgrave Macmillan, 2010).
В 2003 году приглашенный редактор специального выпуска журнала «Управление брендом» , посвящённого национальному брендингу («Journal of Brand Management», Henry Stewart Publications).
С 2006 года — член редколлегии журнала «Управлении брендом» («Journal of Brand Management», Palgrave Macmillan).
С 2008 года — член редколлегии журнала «Общественная дипломатия» («Public Diplomacy», университет Южной Калифорнии).

## Награды и премии
- В 2009 году в Триесте Саймон Анхольт был удостоен престижной премии[14][15] в области экономического лидерства. При награждении были упомянуты следующие достижения лауреата: новаторская работа в понимании и управлении идентичностью и образом стран, городов и регионов, а также особый подход к репутации, как к важному рычагу влияния на их процветание и конкурентоспособность[16].
- В 2010 году в Париже Анхольт получил первый приз в области устойчивого развития на 7 Мультикультурном форуме.